# Бренц, Анатолий Дмитриевич
Анатолий Дмитриевич Бренц (25 июля 1912, Ташкент — 25 ноября 1995, Москва) — советский и российский учёный в области газовой промышленности, один из основателей нефтяного и газового образования в России. Заслуженный экономист Российской Федерации, профессор.

## Даты жизни и трудовой деятельности
- 25 июля 1912 года в г. Ташкенте в семье военных родился Анатолий Дмитриевич Бренц.
- 1929—1932 — Инструктор Туркменского союза потребительских обществ, г. Ашхабад.
- 1932—1937 — Студент нефтяного института им. И. М. Губкина.
- 1937—1942 — Инженер, начальник отдела нефтяных организаций Краснодарского края.
- 1939 — призван в РККА, младший лейтенант[1]
- 1942—1943 — Начальник отдела конторы Ферганозокерит, г. Коканд.
- 1943—1948 — Старший помощник начальника отдела Государственной штатной комиссии при Совете Министров СССР.
- 1948—1953 — Начальник отдела Государственной штатной комиссии при Совете Министров СССР.
- 1953 — Начальник отдела Управления Министерства финансов СССР.
- 1955 — Защита кандидатской диссертации.
- 1953—1956 — Заведующий кафедрой Академии нефтяной промышленности.
- 1956—1962 — Начальник отдела Главгаза при Совете Министров СССР.
- 1962—1967 — Заведующий кафедрой МИНХ и ГП им. И. М. Губкина.
- 1967—1976 — директор института ВНИИЭгазпром.
- 1976—1995 — Заведующий кафедрой РГА нефти и газа им. И. М. Губкина.
- 25 ноября 1995 года — А. Д. Бренц скончался. Похоронен на Головинском кладбище в Москве.

## Научно-производственные и общественные достижения
Автор более 100 научных работ, в том числе 7 монографий:
- «Экономика газодобывающей промышленности» (1975)
- «Экономика разработки газовых месторождений и переработки сырья» (1984)
- «Вопросы ценообразования в газовой промышленности», «Организация, планирование и управление предприятиями нефтяной и газовой промышленности» (1986)
- «Экономика завершающего этапа разработки газовых месторождений» (1977)
- «Организация, планирование и управление на предприятиях транспорта и хранения нефти и газа» (1980)
- «Автоматизированные системы управления в нефтяной и газовой промышленности» (1982)
- учебник «Планирование на предприятиях нефтяной и газовой промышленности» (1989).

Общественные достижения:
- Член ГЭК
- Член Ученого совета факультета
- Заместитель председателя секции экономики горной, газовой и металлургической промышленности Научно-методического Совета МВ и ССО СССР

## Ученые степени и звания
- доктор экономических наук (1948)
- профессор (1958).

## Награды
- Заслуженный экономист РСФСР
- лауреат премии имени академика И. М. Губкина (1975)
- награждён орденом Трудового Красного Знамени (1986)
- медаль «За трудовое отличие» (1959)
- медаль «За оборону Кавказа» (1944)
- медаль «За доблестный труд в Великой Отечественной войне 1941—1945 гг.» (1945)
- медаль «В память 800-летия Москвы» (1948)
- медаль «За доблестный труд. В ознаменование 100-летия со дня рождения В. И. Ленина» (1970)
- Отличник Министерства газовой промышленности
- Ветеран труда
- Почетный нефтяник